# Walther WA 2000
WA2000 (Walther Automat 2000) — снайперська гвинтівка, розроблена збройовим концерном «Walther». Усього було випущено 176 гвинтівок. Гвинтівка призначалася під патрон .300 Вінчестер Магнум (.300 Win. Mag.). Цей патрон створили на базі великокаліберного патрона .338 Вінчестер Магнум (що забезпечує високу точність на середніх дальностях і використовується поліцейськими снайперами). Але новий патрон .300 Win. Mag. ніколи не був дуже популярним серед військових та поліційних служб. У наш час[коли?] використовується як мисливський (для чого і був розроблений). Гвинтівка мала модульну конструкцію, що забезпечувало швидку зміну стволів та затворів за допомогою сполучної муфти, розташованої над пістолетною рукояткою. У комплект гвинтівки входять 2 змінні стволи і 2 затвори під патрони 7,62x51 мм (.308 Вінчестер) та 7,5x55 мм (Швейцарія).

## Конструктивні особливості
Гвинтівка виготовлена за схемою «буллпап», яка дозволила зберегти довжину ствола, властиву снайперським гвинтівкам, але зменшити загальну довжину зброї. WA-2000 — самозарядна гвинтівка, автоматика якої діє за рахунок відводу порохових газів з каналу ствола. Замикання каналу ствола при пострілі здійснюється поворотом на 60 градусів з постановкою на 7 бойових упорів. Захист від випадкових пострілів забезпечується неавтоматичним запобіжником, рушій якого знаходиться на правій стороні ствольної коробки над спусковим гачком. Хід двигуна становить всього 2 мм. Ствол кріпиться до ствольної коробки різьбовою муфтою. Ствол гвинтівки важкий, «плаваючий», має поздовжні доли (рифлений ствол) для полегшення і кращого охолодження, а також дулове гальмо—компенсатор, яке забезпечує зниження віддачі. Ударно-спусковий механізм, для зручності налагодження та регулювання, виконаний на окремому блоці. Його зусилля можна варіювати від 1,2 до 1,4 кг, а також регулювати хід спускового гачка. Запобіжник розташований над спусковим гачком. Крім запобіжника на правій стороні ствольної коробки знаходяться: вікно для викидання стріляних гільз, рукоятка взведення затвора та клавіша затворної затримки.
Відкритий приціл у гвинтівки відсутній. На кришці ствольної коробки передбачено кріплення для встановлення оптичних і нічних прицілів. Стандартним оптичним прицілом встановлювався Schmidt & Bender 2.5-10x60. Сошки мають нестандартну конструкцію, їх поворотний вузол може переміщатися по спеціальній шині, розташованій над стволом. Гвинтівка ніби висить під вузлом кріплення сошок, що позитивно позначається на зручності прицілювання. Така конструкція в поєднанні з невеликою загальною довжиною зброї забезпечує зручність стрільби практично з будь-якого положення. Дерев'яна ложа регулюється під стрільця по довжині приклада і розташуванню упору для щоки.
Характеристики:
- Калібр: .300 Вінчестер Магнум, .308 Вінчестер, 7,5х55 мм.
- Ємність магазина: 6 патронів.
- Магазинна заскочка: за приймачем магазина, в прикладі.
- Принцип дії: енергія порохових газів.
- Механізм взводу: двостороння рукоятка взводу.
- Режим стрільби: напівавтоматичний.
- Механізм замикання: оборотний затвор з 7 бойовими упорами.
- Загальна довжина: 90,5 см.
- Довжина ствола: 65 см.
- Маса: 7,9 кг, включаючи оптичний приціл.
- Приціл: оптичний Schmidt & Bender 2,5-10x56 або на замовлення.
- Запобіжні пристрої: з лівого боку ствольної коробки над спусковий скобою.
- Приклад: виконаний за схемою «буллпап» з дерева, пластику або легкого металу.

## Історія виробництва та інші відомості
Гвинтівка випускалася з 1982 року до листопада 1988 року. Виробництво було припинено внаслідок надмірної собівартості виробу (компанія Walther пропонувала цей снайперський комплекс за ціною 9885 німецьких марок) в порівнянні з іншими снайперськими гвинтівками (для порівняння, в 1982 році снайперська гвинтівка «Штайєр» SSG-69 пропонувалася за ціною 1974 долара США). Останні екземпляри були реалізовані в 1988 році за ціною від 9 до 12,5 тис. дол США.
У зв'язку з малою кількістю випущених екземплярів є колекційною рідкістю. За деякими оцінками, в наш час[коли?] вартість однієї гвинтівки WA2000 коливається близько 40-50 тисяч доларів, за деякими відомостями — до 75 тисяч доларів. За даними компанії Walther випущеної було всього 176 гвинтівок цього типу. Інші зразки випущені сторонніми зброярами через велику популярність цієї гвинтівки серед колекціонерів.
Фахівці відзначають чудову ергономіку зброї, властиву багатьом німецьким, австрійським і швейцарським розробкам.
Використання можливе лише як «поліцейської» гвинтівки, обумовлене вкрай низькою стійкістю до забруднення, а також мало ряд недоробок.
У зв'язку з незвичайним зовнішнім виглядом і загальної екзотичністю даної гвинтівки, іноді вона використовується у фільмах (Hitman, Еквілібріум) і комп'ютерних іграх (серії Hitman, Tom Clancy's Rainbow Six, Call of Duty: Modern Warfare 2, Call of Duty: Black Ops та ін.)